# 帕加薩里山脈
帕加薩里山脈（西班牙語：Pagasarri），是西班牙的山脈，位於該國北部巴斯克地區，屬於巴斯克山脈的一部分，是畢爾包的兩座山脈之一，最高點海拔高度673米。